# ATP-seizoen 1989
De Nabisco Grand Prix in 1989 bestaat uit de internationale tennistoernooien, die door de Men's Tennis Council werden georganiseerd in het kalenderjaar 1989.
In de onderstaande tabellen staat het overzicht van de GP-toernooien, 3 WCT-toernooien aangevuld met de grandslamtoernooien teamwedstrijden die door de ITF worden georganiseerd.

## Legenda
| Grand Slams               |
| Olympische Spelen         |
| Masters Grand Prix        |
| World Championship Tennis |
| Nabisco Grand Prix        |
| Toernooien voor teams     |

### Codering
De codering voor het aantal deelnemers.
128S/128Q/64D/32X
- 128 deelnemers aan hoofdtoernooi (S)
- 128 aan het kwalificatietoernooi (Q)
- 64 koppels in het dubbelspel (D)
- 32 koppels in het gemengd dubbelspel (X)

Alle toernooien worden in principe buiten gespeeld, tenzij anders vermeld.
RR = groepswedstrijden, (i) = indoor

## Speelschema

### Januari
| Toernooistart | Toernooi                                                                                               | Winnaar(s)                                         | Finalist(en)                           | Uitslag finale |         |
| ------------- | --- | -------------------------------------------------- | -------------------------------------- | -------------- | ------- |
| 26 december   | Hopman Cup Perth, Australië ITF gemengd teamcompetitie hardcourt (i) - 8 teams                         | Tsjecho-Slowakije – Miloslav Mečíř – Helena Suková | Australië – Pat Cash – Hana Mandlíková | 2-0            | details |
| 2 januari     | South Australian Open Adelaide, Australië Nabisco Grand Prix $ 93.400 - hardcourt - 32S/16D            | Mark Woodforde                                     | Patrik Kühnen                          | 7-5, 1-6, 7-5  | details |
| 2 januari     | South Australian Open Adelaide, Australië Nabisco Grand Prix $ 93.400 - hardcourt - 32S/16D            | Neil Broad Stefan Kruger                           | Mark Kratzmann Glenn Layendecker       | 6-2, 7-6       | details |
| 2 januari     | BP National Championships Wellington, Nieuw-Zeeland Nabisco Grand Prix $ 115.000 - hardcourt - 32S/16D | Kelly Evernden                                     | Shuzo Matsuoka                         | 7-5, 6-1, 6-4  | details |
| 2 januari     | BP National Championships Wellington, Nieuw-Zeeland Nabisco Grand Prix $ 115.000 - hardcourt - 32S/16D | Peter Doohan Laurie Warder                         | Rill Baxter Glenn Michibata            | 3-6, 6-2, 6-3  | details |
| 9 januari     | New South Wales Open Sydney, Australië Nabisco Grand Prix $ 115.000 - hardcourt - 32S/16D              | Aaron Krickstein                                   | Andrej Tsjerkasov                      | 6-4, 6-2       | details |
| 9 januari     | New South Wales Open Sydney, Australië Nabisco Grand Prix $ 115.000 - hardcourt - 32S/16D              | Darren Cahill Wally Masur                          | Pieter Aldrich Danie Visser            | 6-4, 6-3       | details |
| 9 januari     | Benson and Hedges Open Auckland, Nieuw-Zeeland Nabisco Grand Prix $ 115.000 - hardcourt - 32S/16D      | Ramesh Krishnan                                    | Amos Mansdorf                          | 6-4, 6-0       | details |
| 9 januari     | Benson and Hedges Open Auckland, Nieuw-Zeeland Nabisco Grand Prix $ 115.000 - hardcourt - 32S/16D      | Steve Guy Shuzo Matsuoka                           | John Letts Bruce Man-Son-Hing          | 7-6, 7-6       | details |
| 16 januari    | Australian Open Melbourne, Australië Grand Slam AU$ 933,342 - hardcourt 128S/128Q/64D/32X              | Ivan Lendl                                         | Miloslav Mečíř                         | 6-2, 6-2, 6-2  | details |
| 16 januari    | Australian Open Melbourne, Australië Grand Slam AU$ 933,342 - hardcourt 128S/128Q/64D/32X              | Rick Leach Jim Pugh                                | Darren Cahill Mark Kratzmann           | 6-4, 6-4, 6-4  | details |
| 16 januari    | Australian Open Melbourne, Australië Grand Slam AU$ 933,342 - hardcourt 128S/128Q/64D/32X              | Jana Novotná Jim Pugh                              | Zina Garrison Sherwood Stewart         | 6-3, 6-4       | details |
| 30 januari    | Davis Cup (1e ronde)                                                                                   |                                                    |                                        |                | details |

### Februari
| Toernooistart | Toernooi | Winnaar(s)                         | Finalist(en)                     | Uitslag finale   |         |
| ------------- | --- | ---------------------------------- | -------------------------------- | ---------------- | ------- |
| 6 februari    | ABN AMRO World Tennis Tournament Rotterdam, Nederland Nabisco Grand Prix $ 325.000 - tapijt (i) - 32S/16D   | Jakob Hlasek                       | Anders Järryd                    | 6-1, 7-5         | details |
| 6 februari    | ABN AMRO World Tennis Tournament Rotterdam, Nederland Nabisco Grand Prix $ 325.000 - tapijt (i) - 32S/16D   | Miloslav Mečíř Milan Šrejber       | Jan Gunnarsson Magnus Gustafsson | 7-6, 6-0         | details |
| 6 februari    | Guarujá Open Guarujá, Brazilië Nabisco Grand Prix $ 100.000 - gravel - 32S/16D                              | Luiz Mattar                        | Jimmy Brown                      | 7-6, 6-4         | details |
| 6 februari    | Guarujá Open Guarujá, Brazilië Nabisco Grand Prix $ 100.000 - gravel - 32S/16D                              | Ricardo Acioly Dácio Campos        | Cesar Kist Mauro Menezes         | 7-6, 7-6         | details |
| 13 februari   | Stella Artois Indoor Milaan, Italië Nabisco Grand Prix $ 375.000 - tapijt (i) - 32S/16D                     | Boris Becker                       | Aleksandr Volkov                 | 6-1, 6-2         | details |
| 13 februari   | Stella Artois Indoor Milaan, Italië Nabisco Grand Prix $ 375.000 - tapijt (i) - 32S/16D                     | Jakob Hlasek John McEnroe          | Heinz Günthardt Balázs Taróczy   | 6-3, 6-4         | details |
| 13 februari   | Volvo U.S. National Indoor Memphis, Verenigde Staten Nabisco Grand Prix $ 297.500 - hardcourt (i) - 48S/24D | Brad Gilbert                       | Johan Kriek                      | 6-2, 6-2, opgave | details |
| 13 februari   | Volvo U.S. National Indoor Memphis, Verenigde Staten Nabisco Grand Prix $ 297.500 - hardcourt (i) - 48S/24D | Paul Annacone Christo van Rensburg | Scott Davis Tim Wilkison         | 7-6, 6-7, 6-1    | details |
| 20 februari   | Ebel U.S. Pro Indoor Philadelphia, Verenigde Staten Nabisco Grand Prix $ 410.000 - tapijt (i) - 48S/24D     | Boris Becker                       | Tim Mayotte                      | 7-6, 6-1, 6-3    | details |
| 20 februari   | Ebel U.S. Pro Indoor Philadelphia, Verenigde Staten Nabisco Grand Prix $ 410.000 - tapijt (i) - 48S/24D     | Paul Annacone Christo van Rensburg | Rick Leach Jim Pugh              | 6-3, 7-5         | details |
| 20 februari   | Grand Prix de Tennis de Lyon Lyon, Frankrijk Nabisco Grand Prix $ 261.000 - tapijt (i) - 32S/16D            | John McEnroe                       | Jakob Hlasek                     | 6-3, 7-6         | details |
| 20 februari   | Grand Prix de Tennis de Lyon Lyon, Frankrijk Nabisco Grand Prix $ 261.000 - tapijt (i) - 32S/16D            | Eric Jelen Michael Mortensen       | Jakob Hlasek John McEnroe        | 6-2, 3-6, 6-3    | details |
| 27 februari   | Lorraine Open Nancy, Frankrijk Nabisco Grand Prix $ 100.000- tapijt (i) - 32S/16D                           | Guy Forget                         | Michiel Schapers                 | 6-3, 7-6(5)      | details |
| 27 februari   | Lorraine Open Nancy, Frankrijk Nabisco Grand Prix $ 100.000- tapijt (i) - 32S/16D                           | Udo Riglewski Tobias Svantesson    | João Cunha e Silva Eduardo Masso | 6-4, 6-7, 7-6    | details |
| 27 februari   | WCT Finals Dallas, Verenigde Staten Nabisco Grand Prix $ 500.000 - tapijt (i) - 8S                          | John McEnroe                       | Brad Gilbert                     | 6-3, 6-3, 7-6    | details |

### Maart
| Toernooistart | Toernooi | Winnaar(s)                 | Finalist(en)                       | Uitslag finale |         |
| ------------- | --- | -------------------------- | ---------------------------------- | --- | ------- |
| 6 maart       | Eagle Classic Scottsdale, Verenigde Staten World Championship Tennis $ 297.500 - hardcourt - 32S//16D                  | Ivan Lendl                 | Stefan Edberg                      | 6-2, 6-3 | details |
| 6 maart       | Eagle Classic Scottsdale, Verenigde Staten World Championship Tennis $ 297.500 - hardcourt - 32S//16D                  | Rick Leach Jim Pugh        | Paul Annacone Christo van Rensburg | 6-7, 6-3, 6-2, 2-6, 6-4                                                                                                | details |
| 13 maart      | Newsweek Champions Cup Indian Wells, Verenigde Staten Nabisco Grand Prix $ 510.000 - hardcourt - 56S/28D               | Miloslav Mečíř             | Yannick Noah                       | 3-6, 2-6, 6-1, 6-2, 6-3                                                                                                | details |
| 13 maart      | Newsweek Champions Cup Indian Wells, Verenigde Staten Nabisco Grand Prix $ 510.000 - hardcourt - 56S/28D               | Boris Becker Jakob Hlasek  | Kevin Curren David Pate            | 7-6, 7-5 | details |
| 20 maart      | Lipton International Players Championships Miami, Verenigde Staten Nabisco Grand Prix $ 745.000 - hardcourt - 128S/64D | Ivan Lendl                 | Thomas Muster                      | Muster kon de finale niet spelen, omdat hij op de vooravond van de finale werd aangereden door een dronken bestuurder. | details |
| 20 maart      | Lipton International Players Championships Miami, Verenigde Staten Nabisco Grand Prix $ 745.000 - hardcourt - 128S/64D | Jakob Hlasek Anders Järryd | Jim Grabb Patrick McEnroe          | 6-3, opgave | details |

### April
| Toernooistart | Toernooi                                                                                                | Winnaar(s)                    | Finalist(en)                   | Uitslag finale     |         |
| ------------- | --- | ----------------------------- | ------------------------------ | ------------------ | ------- |
| 3 april       | Davis Cup (kwartfinale)                                                                                 |                               |                                |                    | details |
| 10 april      | Seoel Open Seoel, Zuid-Korea Nabisco Grand Prix $ 93.400 - hardcourt - 32S/16D                          | Robert Van't Hof              | Brad Drewett                   | 7-5, 6-4           | details |
| 10 april      | Seoel Open Seoel, Zuid-Korea Nabisco Grand Prix $ 93.400 - hardcourt - 32S/16D                          | Scott Davis Paul Wekesa       | John Letts Bruce Man-Son-Hing  | 6-2, 6-4           | details |
| 10 april      | Banespa Open Rio de Janeiro, Brazilië Nabisco Grand Prix $ 200.000 - tapijt - 32S/16D                   | Luiz Mattar                   | Martín Jaite                   | 6-4, 5-7, 6-4      | details |
| 10 april      | Banespa Open Rio de Janeiro, Brazilië Nabisco Grand Prix $ 200.000 - tapijt - 32S/16D                   | Jorge Lozano Todd Witsken     | Patrick McEnroe Tim Wilkison   | 2-6, 6-4, 6-4      | details |
| 10 april      | Athens Open Athene, Griekenland Nabisco Grand Prix $ 93.400 - gravel - 32S/16D                          | Ronald Agénor                 | Kent Carlsson                  | 6-3, 6-4           | details |
| 10 april      | Athens Open Athene, Griekenland Nabisco Grand Prix $ 93.400 - gravel - 32S/16D                          | Claudio Panatta Tomáš Šmíd    | Gustavo Giussani Gerardo Mirad | 6-3, 6-2           | details |
| 17 april      | Suntory Japan Open Tennis Championships Tokio, Japan Nabisco Grand Prix € 425.000 - hardcourt - 56S/28D | Stefan Edberg                 | Ivan Lendl                     | 6-3, 2-6, 6-4      | details |
| 17 april      | Suntory Japan Open Tennis Championships Tokio, Japan Nabisco Grand Prix € 425.000 - hardcourt - 56S/28D | Ken Flach Robert Seguso       | Kevin Curren David Pate        | 7-6, 7-6           | details |
| 17 april      | Swatch Open Nice, Frankrijk Nabisco Grand Prix $ 140.000 - gravel - 32S/16D                             | Andrej Tsjesnokov             | Jérôme Potier                  | 6-4, 6-4           | details |
| 17 april      | Swatch Open Nice, Frankrijk Nabisco Grand Prix $ 140.000 - gravel - 32S/16D                             | Ricki Osterthun Udo Riglewski | Heinz Günthardt Balázs Taróczy | 7-6, 6-7, 6-1      | details |
| 24 april      | Epson Singapore Super Tennis Singapore, Singapore Nabisco Grand Prix $ 93.400 - hardcourt - 32S/16D     | Kelly Jones                   | Amos Mansdorf                  | 6-1, 7-5           | details |
| 24 april      | Epson Singapore Super Tennis Singapore, Singapore Nabisco Grand Prix $ 93.400 - hardcourt - 32S/16D     | Rick Leach Jim Pugh           | Paul Chamberlin Paul Wekesa    | 6-3, 6-4           | details |
| 24 april      | Volvo Monte Carlo Open Monte Carlo, Monaco Nabisco Grand Prix $ 597.500 - gravel - 56S/24D              | Alberto Mancini               | Boris Becker                   | 7-5, 2-6, 7-6, 7-5 | details |
| 24 april      | Volvo Monte Carlo Open Monte Carlo, Monaco Nabisco Grand Prix $ 597.500 - gravel - 56S/24D              | Tomáš Šmíd Mark Woodforde     | Paolo Canè Diego Nargiso       | 1-6, 6-4, 6-2      | details |

### Mei
| Toernooistart | Toernooi | Winnaar(s)                        | Finalist(en)                               | Uitslag finale          |         |
| ------------- | --- | --------------------------------- | ------------------------------------------ | ----------------------- | ------- |
| 1 mei         | Eagle Tournament of Champions Forest Hills, Verenigde Staten World Championship Tennis $ 485.000 - gravel - 56S/28D | Ivan Lendl                        | Jaime Yzaga                                | 6-2, 6-1                | details |
| 1 mei         | Eagle Tournament of Champions Forest Hills, Verenigde Staten World Championship Tennis $ 485.000 - gravel - 56S/28D | Rick Leach Jim Pugh               | Jim Courier Pete Sampras                   | 6-4, 6-2                | details |
| 1 mei         | Bavarian Tennis Championships München, Duitsland Nabisco Grand Prix $ 175.000 - gravel - 48S/24D                    | Andrej Tsjesnokov                 | Martin Střelba                             | 5-7, 7-6, 6-2           | details |
| 1 mei         | Bavarian Tennis Championships München, Duitsland Nabisco Grand Prix $ 175.000 - gravel - 48S/24D                    | Javier Sánchez Balázs Taróczy     | Peter Doohan Laurie Warder                 | 7-6, 6-7, 7-6           | details |
| 8 mei         | Ebel German Open Hamburg, Duitsland Nabisco Grand Prix $ 500.000 - gravel - 56S/28D                                 | Ivan Lendl                        | Horst Skoff                                | 6-4, 6-1, 6-3           | details |
| 8 mei         | Ebel German Open Hamburg, Duitsland Nabisco Grand Prix $ 500.000 - gravel - 56S/28D                                 | Emilio Sánchez Javier Sánchez     | Boris Becker Eric Jelen                    | 6-4, 6-7, 7-6           | details |
| 8 mei         | U.S. Men's Clay Court Championships Charleston, Verenigde Staten Nabisco Grand Prix $ 190.000 - gravel - 32S/16D    | Jay Berger                        | Lawson Duncan                              | 6-4, 6-3                | details |
| 8 mei         | U.S. Men's Clay Court Championships Charleston, Verenigde Staten Nabisco Grand Prix $ 190.000 - gravel - 32S/16D    | Mikael Pernfors Tobias Svantesson | Agustín Moreno Jaime Yzaga                 | 6-4, 4-6, 7-5           | details |
| 15 mei        | Internazionali d'Italia Rome, Italië Nabisco Grand Prix $ 807.500 - gravel - 64S/32D                                | Alberto Mancini                   | Andre Agassi                               | 6-3, 4-6, 2-6, 7-6, 6-1 | details |
| 15 mei        | Internazionali d'Italia Rome, Italië Nabisco Grand Prix $ 807.500 - gravel - 64S/32D                                | Jim Courier Pete Sampras          | Danilo Marcelino Mauro Menezes             | 6-4, 6-3                | details |
| 22 mei        | Torneo Internazionali Citta di Firenze Florence, Italië Nabisco Grand Prix $ 93.400 - gravel - 32S/16D              | Horacio de la Peña                | Goran Ivanišević                           | 6-4, 6-3                | details |
| 22 mei        | Torneo Internazionali Citta di Firenze Florence, Italië Nabisco Grand Prix $ 93.400 - gravel - 32S/16D              | Mike De Palmer Blaine Willenborg  | Pietro Pennisi Simone Restelli             | 4-6, 6-4, 6-4           | details |
| 29 mei        | Roland Garros Parijs, Frankrijk Grand Slam $ 1.945.000 - gravel 128S/64D/32X                                        | Michael Chang                     | Stefan Edberg                              | 6-1, 3-6, 4-6, 6-4, 6-2 | details |
| 29 mei        | Roland Garros Parijs, Frankrijk Grand Slam $ 1.945.000 - gravel 128S/64D/32X                                        | Jim Grabb Patrick McEnroe         | Mansour Bahrami Éric Winogradsky           | 6-4, 2-6, 6-4, 7-6(5)   | details |
| 29 mei        | Roland Garros Parijs, Frankrijk Grand Slam $ 1.945.000 - gravel 128S/64D/32X                                        | Manon Bollegraf Tom Nijssen       | Horacio de la Peña Arantxa Sánchez Vicario | 6-3, 6-7, 6-2           | details |

### Juni
| Toernooistart | Toernooi                                                                                             | Winnaar(s)                      | Finalist(en)                 | Uitslag finale           |         |
| ------------- | --- | ------------------------------- | ---------------------------- | ------------------------ | ------- |
| 12 juni       | Stella Artois Championships Londen, Verenigd Koninkrijk Nabisco Grand Prix $ 350.000- gras - 64S/32D | Ivan Lendl                      | Christo van Rensburg         | 4-6, 6-3, 6-4            | details |
| 12 juni       | Stella Artois Championships Londen, Verenigd Koninkrijk Nabisco Grand Prix $ 350.000- gras - 64S/32D | Darren Cahill Mark Kratzmann    | Tim Pawsat Laurie Warder     | 7-6, 6-3                 | details |
| 12 juni       | Bologna Outdoor Bologna, Italië Nabisco Grand Prix $ 93.400 - gravel - 32S/16D                       | Javier Sánchez                  | Franco Davín                 | 6-1, 6-0                 | details |
| 12 juni       | Bologna Outdoor Bologna, Italië Nabisco Grand Prix $ 93.400 - gravel - 32S/16D                       | Sergio Casal Javier Sánchez     | Tomas Nydahl Jorgen Windahl  | 6-2, 6-3                 | details |
| 19 juni       | Bristol Open Bristol, Verenigd Koninkrijk Nabisco Grand Prix $ 100.000 - gras - 32S/16D              | Eric Jelen                      | Nick Brown                   | 6-4, 3-6, 7-5            | details |
| 19 juni       | Bristol Open Bristol, Verenigd Koninkrijk Nabisco Grand Prix $ 100.000 - gras - 32S/16D              | Paul Chamberlin Tim Wilkison    | Mike De Palmer Gary Donnelly | 7-6, 6-4                 | details |
| 19 juni       | Hypo Group Tennis International Bari, Italië Nabisco Grand Prix $ 93.400 - gravel - 32S/16D          | Juan Aguilera                   | Marián Vajda                 | 4-6, 6-3, 6-4            | details |
| 19 juni       | Hypo Group Tennis International Bari, Italië Nabisco Grand Prix $ 93.400 - gravel - 32S/16D          | Simone Colombo Claudio Mezzadri | Sergio Casal Javier Sánchez  | 0-6, 6-3, 6-3            | details |
| 26 juni       | Wimbledon Londen, Verenigd Koninkrijk Grand Slam $ 2.204.162 - gras 128S/64D/48X                     | Boris Becker                    | Stefan Edberg                | 6-0, 7-6(1), 6-4         | details |
| 26 juni       | Wimbledon Londen, Verenigd Koninkrijk Grand Slam $ 2.204.162 - gras 128S/64D/48X                     | John Fitzgerald Anders Järryd   | Rick Leach Jim Pugh          | 3-6, 7-6(4), 6-4, 7-6(4) | details |
| 26 juni       | Wimbledon Londen, Verenigd Koninkrijk Grand Slam $ 2.204.162 - gras 128S/64D/48X                     | Jana Novotná Helena Suková      | Jenny Byrne Mark Kratzmann   | 6-4, 5-7, 6-4            | details |

### Juli
| Toernooistart | Toernooi                                                                                                   | Winnaar(s)                     | Finalist(en)                   | Uitslag finale                       |         |
| ------------- | --- | ------------------------------ | ------------------------------ | ------------------------------------ | ------- |
| 10 juli       | Shawmut US Pro Championships Boston, Verenigde Staten Nabisco Grand Prix $ 297.500 - gravel - 56S/28D      | Andrés Gómez                   | Mats Wilander                  | 6-1, 6-4                             | details |
| 10 juli       | Shawmut US Pro Championships Boston, Verenigde Staten Nabisco Grand Prix $ 297.500 - gravel - 56S/28D      | Andrés Gómez Alberto Mancini   | Todd Nelson Philipp Williamson | 7-6, 6-2                             | details |
| 10 juli       | RADO Swiss Open Gstaad, Zwitserland Nabisco Grand Prix $ 275.000 - gravel - 32S/16D                        | Carl-Uwe Steeb                 | Magnus Gustafsson              | 6-7, 3-6, 6-2, 6-4, 6-2              | details |
| 10 juli       | RADO Swiss Open Gstaad, Zwitserland Nabisco Grand Prix $ 275.000 - gravel - 32S/16D                        | Cássio Motta Todd Witsken      | Petr Korda Milan Srejber       | 6-4, 6-4                             | details |
| 10 juli       | Hall of Fame Tennis Championships Newport, Verenigde Staten Nabisco Grand Prix $ 125.000 - gras - 32S/16D  | Jim Pugh                       | Peter Lundgren                 | 6-4, 4-6, 6-2                        | details |
| 10 juli       | Hall of Fame Tennis Championships Newport, Verenigde Staten Nabisco Grand Prix $ 125.000 - gras - 32S/16D  | Patrick Galbraith Brian Garrow | Neil Broad Stefan Kruger       | 2-6, 7-5, 6-3                        | details |
| 17 juli       | OTB International Schenectady, Verenigde Staten Nabisco Grand Prix $ 100.000 - hardcourt - 32S/16D         | Simon Youl                     | Scott Davis                    | 2-6, 6-4, 6-4                        | details |
| 17 juli       | OTB International Schenectady, Verenigde Staten Nabisco Grand Prix $ 100.000 - hardcourt - 32S/16D         | Scott Davis Broderick Dyke     | Brad Pearce Byron Talbot       | 6-2, 7-6                             | details |
| 17 juli       | Davis Cup (halve finales)                                                                                  |                                |                                |                                      | details |
| 24 juli       | Dutch Open Hilversum, Nederland Nabisco Grand Prix $ 150.000 - gravel - 32S/16D                            | Karel Nováček                  | Emilio Sánchez                 | 6-2, 6-4                             | details |
| 24 juli       | Dutch Open Hilversum, Nederland Nabisco Grand Prix $ 150.000 - gravel - 32S/16D                            | Tomás Carbonell Diego Pérez    | Paul Haarhuis Mark Koevermans  | Finale gestaakt in verband met regen | details |
| 24 juli       | Mercedes Cup Stuttgart, Duitsland Nabisco Grand Prix $ 275.000 - gravel - 48S/24D                          | Martín Jaite                   | Goran Prpić                    | 6-3, 6-2                             | details |
| 24 juli       | Mercedes Cup Stuttgart, Duitsland Nabisco Grand Prix $ 275.000 - gravel - 48S/24D                          | Petr Korda Tomáš Šmíd          | Florin Segărceanu Cyril Suk    | 6-3, 6-4                             | details |
| 24 juli       | Sovran Bank Classic Washington, Verenigde Staten Nabisco Grand Prix $ 297.500 - hardcourt - 56S/28D        | Tim Mayotte                    | Brad Gilbert                   | 3-6, 6-4, 7-5                        | details |
| 24 juli       | Sovran Bank Classic Washington, Verenigde Staten Nabisco Grand Prix $ 297.500 - hardcourt - 56S/28D        | Rick Leach Jim Pugh            | Jim Grabb Patrick McEnroe      | 6-7, 7-6, 6-4                        | details |
| 31 juli       | Volvo International Stratton Mountain, Verenigde Staten Nabisco Grand Prix $ 400.000 - hardcourt - 64S/28D | Brad Gilbert                   | Jim Pugh                       | 7-5, 6-0                             | details |
| 31 juli       | Volvo International Stratton Mountain, Verenigde Staten Nabisco Grand Prix $ 400.000 - hardcourt - 64S/28D | Mark Kratzmann Wally Masur     | Pieter Aldrich Danie Visser    | 6-3, 4-6, 7-6                        | details |
| 31 juli       | Austrian Open Kitzbühel, Oostenrijk Nabisco Grand Prix $ 300.000 - gravel - 64S/32D                        | Emilio Sánchez                 | Martín Jaite                   | 7-6, 6-1, 2-6, 6-2                   | details |
| 31 juli       | Austrian Open Kitzbühel, Oostenrijk Nabisco Grand Prix $ 300.000 - gravel - 64S/32D                        | Javier Sánchez Emilio Sánchez  | Petr Korda Tomáš Šmíd          | 7-5, 7-6                             | details |
| 31 juli       | Swedish Open Båstad, Zweden Nabisco Grand Prix $ 275.000 - gravel - 32S/16D                                | Marcelo Filippini              | Francesco Cancellotti          | 2-6, 6-4, 6-4                        | details |
| 31 juli       | Swedish Open Båstad, Zweden Nabisco Grand Prix $ 275.000 - gravel - 32S/16D                                | Per Henricsson Nicklas Utgren  | Josef Cihak Karel Nováček      | 7-5, 6-2                             | details |

### Augustus
| Toernooistart | Toernooi | Winnaar(s)                      | Finalist(en)                         | Uitslag finale           |         |
| ------------- | --- | ------------------------------- | ------------------------------------ | ------------------------ | ------- |
| 7 augustus    | Škoda Czech Open Praag, Tsjecho-Slowakije Nabisco Grand Prix $ 140.400 - gravel - 32S/16D                           | Marcelo Filippini               | Horst Skoff                          | 7-5, 7-6(4)              | details |
| 7 augustus    | Škoda Czech Open Praag, Tsjecho-Slowakije Nabisco Grand Prix $ 140.400 - gravel - 32S/16D                           | Jordi Arrese Horst Skoff        | Petr Korda Tomáš Šmíd                | 6-4, 6-4                 | details |
| 7 augustus    | RCA Championships Indianapolis, Verenigde Staten Nabisco Grand Prix $ 300.000 - hardcourt - 56S/28D                 | John McEnroe                    | Jay Berger                           | 6-4, 4-6, 6-4            | details |
| 7 augustus    | RCA Championships Indianapolis, Verenigde Staten Nabisco Grand Prix $ 300.000 - hardcourt - 56S/28D                 | Pieter Aldrich Danie Visser     | Peter Doohan Laurie Warder           | 7-5, 7-6                 | details |
| 7 augustus    | Swiss Army Knife Open Livingston, Verenigde Staten Nabisco Grand Prix $ 93.400 - hardcourt - 32S/16D                | Brad Gilbert                    | Jason Stoltenberg                    | 6-4, 6-4                 | details |
| 7 augustus    | Swiss Army Knife Open Livingston, Verenigde Staten Nabisco Grand Prix $ 93.400 - hardcourt - 32S/16D                | Tim Pawsat Tim Wilkison         | Kelly Evernden Sammy Giammalva Jr.   | 7-5, 6-3                 | details |
| 14 augustus   | Player's International Canadian Open Montreal, Canada Nabisco Grand Prix $ 550.500 - hardcourt - 56S/28D            | Ivan Lendl                      | John McEnroe                         | 6-1, 6-3                 | details |
| 14 augustus   | Player's International Canadian Open Montreal, Canada Nabisco Grand Prix $ 550.500 - hardcourt - 56S/28D            | Kelly Evernden Todd Witsken     | Charles Beckman Shelby Cannon        | 6-3, 6-3                 | details |
| 14 augustus   | Thriftway ATP Championships Cincinnati, Verenigde Staten Nabisco Grand Prix $ 485.000 - hardcourt - 56S/24D         | Brad Gilbert                    | Stefan Edberg                        | 6-4, 2-6, 7-6            | details |
| 14 augustus   | Thriftway ATP Championships Cincinnati, Verenigde Staten Nabisco Grand Prix $ 485.000 - hardcourt - 56S/24D         | Ken Flach Robert Seguso         | Pieter Aldrich Danie Visser          | 6-4, 6-4                 | details |
| 14 augustus   | Campionati Internazionali Della Valle D'Aosta Saint-Vincent, Italië Nabisco Grand Prix $ 125.000 - gravel - 32S/16D | Franco Davín                    | Juan Aguilera                        | 6-2, 6-2                 | details |
| 14 augustus   | Campionati Internazionali Della Valle D'Aosta Saint-Vincent, Italië Nabisco Grand Prix $ 125.000 - gravel - 32S/16D | Josef Čihák Cyril Suk           | Massimo Cierro Alessandro De Minicis | 6–4, 6–2                 | details |
| 21 augustus   | Internazionali di Tennis di San Marino San Marino, San Marino Nabisco Grand Prix $ 93.400 - gravel - 32S/16D        | José Francisco Altur            | Roberto Azar                         | 6-7, 6-4, 6-1            | details |
| 21 augustus   | Internazionali di Tennis di San Marino San Marino, San Marino Nabisco Grand Prix $ 93.400 - gravel - 32S/16D        | Simone Colombo Claudio Mezzadri | Pablo Albano Gustavo Luza            | 6-4, 6-1                 | details |
| 28 augustus   | US Open New York, Verenigde Staten Grand Slam $ 2.000.000 - hardcourt 128S/128Q/64D/32X                             | Boris Becker                    | Ivan Lendl                           | 7-6(2), 1-6, 6-3, 7-6(4) | details |
| 28 augustus   | US Open New York, Verenigde Staten Grand Slam $ 2.000.000 - hardcourt 128S/128Q/64D/32X                             | John McEnroe Mark Woodforde     | Ken Flach Robert Seguso              | 6-4, 4-6, 6-3, 6-3       | details |
| 28 augustus   | US Open New York, Verenigde Staten Grand Slam $ 2.000.000 - hardcourt 128S/128Q/64D/32X                             | Robin White Shelby Cannon       | Meredith McGrath Rick Leach          | 3-6, 6-2, 7-5            | details |

### September
| Toernooistart | Toernooi | Winnaar(s)                      | Finalist(en)                           | Uitslag finale |         |
| ------------- | --- | ------------------------------- | -------------------------------------- | -------------- | ------- |
| 11 september  | Geneva Open Genève, Zwitserland Nabisco Grand Prix $ 225.000 - gravel - 32S/16D                                 | Marc Rosset                     | Guillermo Pérez-Roldán                 | 6-4, 7-5       | details |
| 11 september  | Geneva Open Genève, Zwitserland Nabisco Grand Prix $ 225.000 - gravel - 32S/16D                                 | Andrés Gómez Alberto Mancini    | Mansour Bahrami Guillermo Pérez-Roldán | 6-3, 7-5       | details |
| 11 september  | Madrid Tennis Grand Prix Madrid, Spanje Nabisco Grand Prix $ 279.000 - gravel - 32S/16D                         | Martín Jaite                    | Jordi Arrese                           | 6-3, 6-2       | details |
| 11 september  | Madrid Tennis Grand Prix Madrid, Spanje Nabisco Grand Prix $ 279.000 - gravel - 32S/16D                         | Tomás Carbonell Carlos Costa    | Francisco Clavet Tomáš Šmíd            | 7-5, 6-3       | details |
| 18 september  | Torneo Godó Barcelona, Spanje Nabisco Grand Prix $ 375.000 - gravel - 56S/28D                                   | Andrés Gómez                    | Horst Skoff                            | 6-4, 6-4, 6-2  | details |
| 18 september  | Torneo Godó Barcelona, Spanje Nabisco Grand Prix $ 375.000 - gravel - 56S/28D                                   | Gustavo Luza Christian Miniussi | Sergio Casal Tomáš Šmíd                | 6-3, 6-3       | details |
| 18 september  | Countrywide Classic Los Angeles, Verenigde Staten Nabisco Grand Prix $ 297.500 - hardcourt - 32S/16D            | Aaron Krickstein                | Michael Chang                          | 2-6, 6-4, 6-2  | details |
| 18 september  | Countrywide Classic Los Angeles, Verenigde Staten Nabisco Grand Prix $ 297.500 - hardcourt - 32S/16D            | Martin Davis Tim Pawsat         | John Fitzgerald Anders Järryd          | 7-5, 7-6       | details |
| 25 september  | Grand Prix Passing Shot Bordeaux, Frankrijk Nabisco Grand Prix $ 225.000 - gravel - 32S/16D                     | Ivan Lendl                      | Emilio Sánchez                         | 6-2, 6-2       | details |
| 25 september  | Grand Prix Passing Shot Bordeaux, Frankrijk Nabisco Grand Prix $ 225.000 - gravel - 32S/16D                     | Tomás Carbonell Carlos di Laura | Agustín Moreno Jaime Yzaga             | 6-4, 6-3       | details |
| 25 september  | Campionati Internazionali di Sicilia Palermo, Italië Nabisco Grand Prix $ 225.000 - gravel - 32S/16D            | Guillermo Pérez Roldán          | Paolo Canè                             | 6-1, 6-4       | details |
| 25 september  | Campionati Internazionali di Sicilia Palermo, Italië Nabisco Grand Prix $ 225.000 - gravel - 32S/16D            | Peter Ballauff Rudiger Haas     | Goran Ivaniševic Diego Nargiso         | 6-2, 6-7, 6-4  | details |
| 25 september  | Pacific Coast Championships San Francisco, Verenigde Staten Nabisco Grand Prix $ 297.500 - tapijt (i) - 32S/16D | Brad Gilbert                    | Anders Järryd                          | 7-5, 6-2       | details |
| 25 september  | Pacific Coast Championships San Francisco, Verenigde Staten Nabisco Grand Prix $ 297.500 - tapijt (i) - 32S/16D | Pieter Aldrich Danie Visser     | Paul Annacone Christo van Rensburg     | 6-4, 6-3       | details |

### Oktober
| Toernooistart | Toernooi | Winnaar(s)                       | Finalist(en)                      | Uitslag finale          |         |
| ------------- | --- | -------------------------------- | --------------------------------- | ----------------------- | ------- |
| 2 oktober     | Queensland Open Brisbane, Australië Nabisco Grand Prix $ 150.000 - hardcourt - 32S/16D                           | Nicklas Kroon                    | Mark Woodforde                    | 4-6, 6-2, 6-4           | details |
| 2 oktober     | Queensland Open Brisbane, Australië Nabisco Grand Prix $ 150.000 - hardcourt - 32S/16D                           | Darren Cahill Mark Kratzmann     | Broderick Dyke Simon Youl         | 6-4, 5-7, 6-0           | details |
| 2 oktober     | Swiss Indoors Bazel, Zwitserland Nabisco Grand Prix $ 361.000 - hardcourt (i) - 32S/16D                          | Jim Courier                      | Stefan Edberg                     | 7-6, 3-6, 2-6, 6-0, 7-5 | details |
| 2 oktober     | Swiss Indoors Bazel, Zwitserland Nabisco Grand Prix $ 361.000 - hardcourt (i) - 32S/16D                          | Udo Riglewski Michael Stich      | Omar Camporese Claudio Mezzadri   | 6-3, 4-6, 6-0           | details |
| 2 oktober     | Prudential-Bache Securities Classic Orlando, Verenigde Staten Nabisco Grand Prix $ 297.500 - hardcourt - 32S/16D | Andre Agassi                     | Brad Gilbert                      | 6-2, 6-1                | details |
| 2 oktober     | Prudential-Bache Securities Classic Orlando, Verenigde Staten Nabisco Grand Prix $ 297.500 - hardcourt - 32S/16D | Scott Davis Tim Pawsat           | Ken Flach Robert Seguso           | 7-5, 5-7, 6-4           | details |
| 9 oktober     | Grand Prix de Tennis de Toulouse Toulouse, Frankrijk Nabisco Grand Prix $ 225.000 - hardcourt (i)- 32S/16D       | Jimmy Connors                    | John McEnroe                      | 6-3, 6-3                | details |
| 9 oktober     | Grand Prix de Tennis de Toulouse Toulouse, Frankrijk Nabisco Grand Prix $ 225.000 - hardcourt (i)- 32S/16D       | Mansour Bahrami Éric Winogradsky | Todd Nelson Roger Smith           | 6-2, 7-6                | details |
| 9 oktober     | Australian Indoor Tennis Championship Sydney, Australië Nabisco Grand Prix $ 375.000 - hardcourt (i) - 32S/16D   | Ivan Lendl                       | Lars-Anders Wahlgren              | 6-2, 6-2, 6-1           | details |
| 9 oktober     | Australian Indoor Tennis Championship Sydney, Australië Nabisco Grand Prix $ 375.000 - hardcourt (i) - 32S/16D   | David Pate Scott Warner          | Darren Cahill Mark Kratzmann      | 6-3, 6-7, 7-5           | details |
| 16 oktober    | Tel Aviv Open Tel Aviv, Israël Nabisco Grand Prix $ 100.000 - hardcourt - 32S/16D                                | Jimmy Connors                    | Gilad Bloom                       | 2-6, 6-2, 6-1           | details |
| 16 oktober    | Tel Aviv Open Tel Aviv, Israël Nabisco Grand Prix $ 100.000 - hardcourt - 32S/16D                                | Jeremy Bates Patrick Baur        | Rikard Bergh Per Henricsson       | 6-1, 4-6, 6-1           | details |
| 16 oktober    | CA-TennisTrophy Wenen, Oostenrijk Nabisco Grand Prix $ 225.000 - tapijt (i) - 32S/16D                            | Paul Annacone                    | Kelly Evernden                    | 6-7, 6-4, 6-1, 2-6, 6-3 | details |
| 16 oktober    | CA-TennisTrophy Wenen, Oostenrijk Nabisco Grand Prix $ 225.000 - tapijt (i) - 32S/16D                            | Jan Gunnarsson Anders Järryd     | Paul Annacone Kelly Evernden      | 6-2, 6-3                | details |
| 16 oktober    | Seiko Super Tennis Tokio, Japan Nabisco Grand Prix $ 500.000 - tapijt (i) 32S/16D                                | Aaron Krickstein                 | Carl-Uwe Steeb                    | 6-2, 6-2                | details |
| 16 oktober    | Seiko Super Tennis Tokio, Japan Nabisco Grand Prix $ 500.000 - tapijt (i) 32S/16D                                | Kevin Curren David Pate          | Andrés Gómez Slobodan Živojinovic | 4-6, 6-3, 7-6           | details |
| 23 oktober    | Frankfurt Cup Frankfurt, Duitsland Nabisco Grand Prix $ 175.000 - tapijt (i) - 32S/16D                           | Kevin Curren                     | Petr Korda                        | 6-2, 7-5                | details |
| 23 oktober    | Frankfurt Cup Frankfurt, Duitsland Nabisco Grand Prix $ 175.000 - tapijt (i) - 32S/16D                           | Pieter Aldrich Danie Visser      | Kevin Curren Eric Jelen           | 7-6, 6-7, 6-3           | details |
| 30 oktober    | Paris Open Parijs, Frankrijk Nabisco Grand Prix $ 1.000.000 - tapijt (i) - 32S/16D                               | Boris Becker                     | Stefan Edberg                     | 6-4, 6-3, 6-3           | details |
| 30 oktober    | Paris Open Parijs, Frankrijk Nabisco Grand Prix $ 1.000.000 - tapijt (i) - 32S/16D                               | John Fitzgerald Anders Järryd    | Jakob Hlasek Éric Winogradsky     | 7-6, 6-4                | details |

### November
| Toernooistart | Toernooi | Winnaar(s)                  | Finalist(en)              | Uitslag finale     |         |
| ------------- | --- | --------------------------- | ------------------------- | ------------------ | ------- |
| 6 november    | Banespa Open São Paulo, Brazilië Nabisco Grand Prix $ 100.000 - tapijt - 32S                                  | Martín Jaite                | Javier Sánchez            | 7-6, 6-3           | details |
| 6 november    | Stockholm Open Stockholm, Zweden Nabisco Grand Prix $ 832.500 - tapijt (i) - 48S/24D                          | Ivan Lendl                  | Magnus Gustafsson         | 7-5, 6-0, 6-3      | details |
| 6 november    | Stockholm Open Stockholm, Zweden Nabisco Grand Prix $ 832.500 - tapijt (i) - 48S/24D                          | Jorge Lozano Todd Witsken   | Rick Leach Jim Pugh       | 6-0, 5-7, 6-3      | details |
| 6 november    | Benson & Hedges Championships Londen, Verenigd Koninkrijk Nabisco Grand Prix $ 400.000 - tapijt(i) - 32S/16D  | Michael Chang               | Guy Forget                | 6-2, 6-1, 6-1      | details |
| 6 november    | Benson & Hedges Championships Londen, Verenigd Koninkrijk Nabisco Grand Prix $ 400.000 - tapijt(i) - 32S/16D  | Jakob Hlasek John McEnroe   | Jeremy Bates Kevin Curren | 6-1, 7-6           | details |
| 13 november   | Panasonic South African Open Johannesburg, Zuid-Afrika Nabisco Grand Prix $ 270.000 - hardcourt (i) - 32S/16D | Christo van Rensburg        | Paul Chamberlin           | 6-4, 7-6, 6-3      | details |
| 13 november   | Panasonic South African Open Johannesburg, Zuid-Afrika Nabisco Grand Prix $ 270.000 - hardcourt (i) - 32S/16D | Luke Jensen Richey Reneberg | Kelly Jones Joey Rive     | 6-0, 6-4           | details |
| 20 november   | Citibank Open Itaparica, Brazilië Nabisco Grand Prix $ 225.000 - hardcourt - 32S/16D                          | Martín Jaite                | Jay Berger                | 6-4, 6-4           | details |
| 20 november   | Citibank Open Itaparica, Brazilië Nabisco Grand Prix $ 225.000 - hardcourt - 32S/16D                          | Rick Leach Jim Pugh         | Jorge Lozano Todd Witsken | 6-2, 7-6           | details |
| 27 november   | Nabisco Masters New York, Verenigde Staten Masters Grand Prix $ 750.000 - tapijt (i) - 8S (RR)                | Stefan Edberg               | Boris Becker              | 4-6, 7-6, 6-3, 6-1 | details |

### December
| Toernooistart | Toernooi                                                                                        | Winnaar(s)                | Finalist(en)                  | Uitslag finale     |               |
| ------------- | ----------------------------------------------------------------------------------------------- | ------------------------- | ----------------------------- | ------------------ | ------------- |
| 4 december    | Nabisco Masters Londen, Verenigd Koninkrijk Masters Grand Prix $ 200.000 - tapijt (i) - 8D (RR) | Jim Grabb Patrick McEnroe | John Fitzgerald Anders Järryd | 7-5, 7-5, 5-7, 6-3 | details       |
| 11 december   | Davis Cup (finale) Stuttgart, West-Duitsland - tapijt (i)                                       | Bondsrepubliek Duitsland  | Zweden                        | 3-2                | details       |
| 18 december   | Geen toernooi                                                                                   | Geen toernooi             | Geen toernooi                 | Geen toernooi      | Geen toernooi |